# Neuschwanstein
Neuschwanstein – zamek położony na terenie gminy Schwangau (w dzielnicy Hohenschwangau), niedaleko Füssen w południowej Bawarii w Niemczech, w pobliżu zamku Hohenschwangau i granicy z Austrią.
Budynek powstawał od 1869 roku jako wyidealizowany średniowieczny zamek rycerski dla króla bawarskiego Ludwika II Wittelsbacha. Wstępny projekt opracował Christian Jank, a rozwinęli go Eduard Riedel i Georg von Dollmann. Król przeżył w zamku tylko kilka miesięcy i zmarł jeszcze przed ukończeniem budowy. Neuschwanstein był początkowo nazywany Neue Burg Hohenschwangau (Nowy Zamek Hohenschwangau), a obecna nazwa została mu nadana w 1886 roku. Właścicielem zamku jest Wolny Kraj Bawaria (Freistaat Bayern) i zarządza nim Bayerische Verwaltung der staatlichen Schlösser, Gärten und Seen.
Neuschwanstein jest najsławniejszym spośród zamków Ludwika II i jedną z najbardziej znanych atrakcji turystycznych Niemiec. Każdego roku zwiedza go ponad 1,3 miliona turystów. Często nazywany „zamkiem z bajki” Neuschwanstein jest udostępniony do zwiedzania przez prawie cały rok. Architektura i wystrój wnętrz są naznaczone eklektyzmem z XIX wieku, zaś sama budowla jest jednym z najważniejszych dzieł historyzmu.

## Historia

### Wcześniejsze budowle i projekty
W miejscu obecnego zamku istniały w średniowieczu dwa małe zamki: składający się z wieży i właściwego budynku zamek Vorderhohenschwangau i oddzielona fosą warowna baszta Hinterhohenschwangau. Obie nazwy nawiązują do wygasłego w XVI wieku rodu „panów na Schwangau”, miejscowych lenników Hohenstaufów i Welfów. Od XV wieku Schwangau podlegało Wittelsbachom. W XIX wieku zamki popadły w ruinę, a pozostałości Hinterhohenschwangau zaadaptowano na punkt widokowy, znany jako Sylphenturm. Ludwik II spędził część swojego dzieciństwa nieopodal ruin – w sąsiednim średniowiecznym zamku Hohenschwangau, przebudowanym około roku 1837 przez jego ojca, króla Maksymiliana II na romantyczny pałac mieszkalny. Hohenschwangau był wcześniej znany jako zamek Schwanstein (Schloss Schwanstein), a swoją obecną nazwę otrzymał dopiero po przebudowie. Do ruin powyżej pałacu królewicz Ludwik II odbywał wycieczki, a w 1859 roku w pamiętniku naszkicował ruiny zamku Vorderhohenschwangau.
Młody król Ludwik II objął rządy w 1864 roku. Pierwszym większym przedsięwzięciem budowlanym była budowa nowego „zamku rycerskiego”, późniejszego Neuschwanstein, w miejscu ruin Vorderhohenschwangau.
Oprócz Neuschwanstein powstały także Linderhof – zamek letni w stylu rokoko i neobarokowy pałac Herrenchiemsee, hołd czasom absolutyzmu. Inspiracją do budowy Neuschwanstein były dwie podróże Ludwika II: w maju 1867 roku zwiedził, w towarzystwie swojego brata, Ottona, odrestaurowany Wartburg pod Eisenach, a w lipcu tego samego roku zobaczył francuski zamek w Pierrefonds, odbudowywany wówczas z ruin przez Eugène’a Viollet-le-Duca w formie historyzującego pałacu. Obie budowle stanowiły dla króla romantyczne odniesienia do średniowiecza, podobnie jak muzyczne baśnie Richarda Wagnera, które silnie zainspirowały władcę. W liście z 15 maja 1868 Ludwik Bawarski zwierzył się zaprzyjaźnionemu kompozytorowi:

Mam zamiar kazać odbudować stare ruiny Hohenschwangau przy przełomie rzeki Pöllat, w czystym stylu starych niemieckich zamków rycerskich

Po śmierci dziadka, Ludwika I Wittelsbacha, apanaże mu należne znacząco powiększyły dochody młodego króla. Ludwik II poprzez odbudowę Hohenschwangau chciał w znanej mu z czasu dzieciństwa okolicy stworzyć własne refugium z dala od Monachium, gdzie mógłby poczuć się jak w średniowieczu. Wstępny zarys zamku stworzył monachijski malarz teatralny Christian Jank, a projekt budowlany na ich podstawie przygotował architekt Eduard Riedel. Ze względu na trudności techniczne zarzucono plany włączenia już istniejących ruin w nowy budynek. Pierwotne plany zamku, które nawiązywały stylistycznie do zamku w Norymberdze i przewidywały skromny budynek na miejscu Vorderhohenschwangau, ustąpiły kolejnym, coraz bardziej rozbudowanym projektom, bliższym zamkowi Wartburg. Król obstawał przy szczegółowym planowaniu i osobiście zatwierdzał każdy projekt. Jego wpływ na kształt zamku był na tyle znaczący, że budynek może uchodzić bardziej za wytwór wyobraźni króla, niż architektów.

### Zamek za panowania Ludwika II

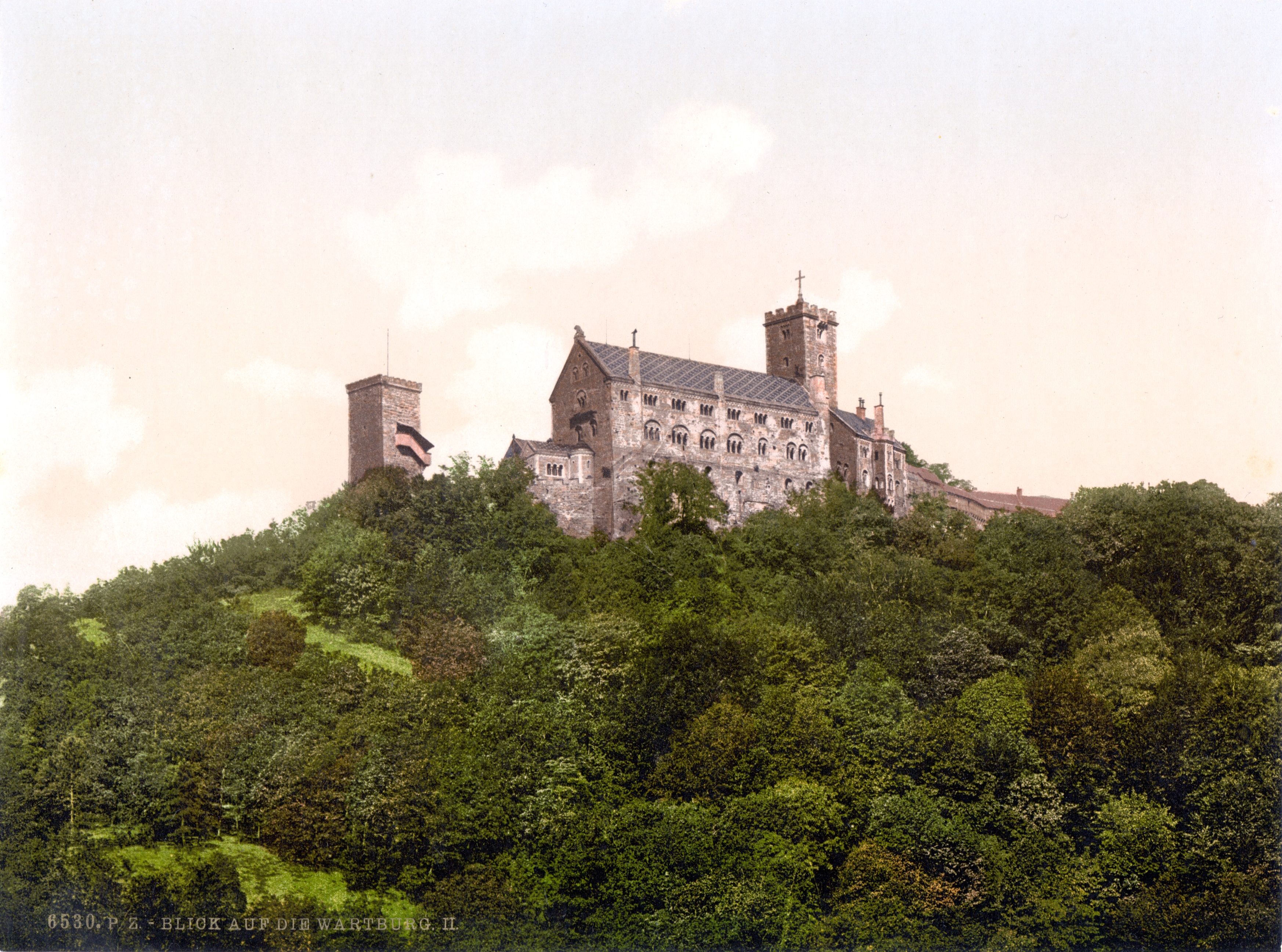
Wartburg, pierwowzór Neuschwanstein, w historycznej formie

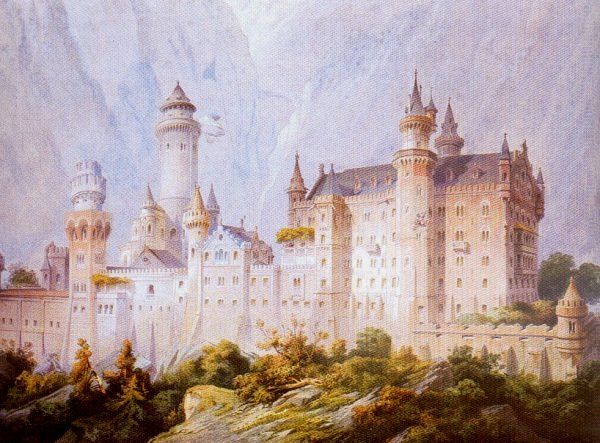
Szkic projektowy z 1869 wyraźnie wzoruje się na kształcie zamku Wartburg, ale jest wzbogacony dekoracjami z epoki romantyzmu. Baszta obronna po lewej stronie i basteja na pierwszym planie po prawej nie zostały zbudowane

Budowa zamku rozpoczęła się w 1869 roku. Życzenia i wymagania (a wraz z nimi wydatki) Ludwika II rosły w miarę postępu prac, tak że kosztorysy musiały być wielokrotnie poprawiane. Zamiast obecnej sali tronowej przewidywano początkowo jedynie skromny gabinet. Zrezygnowano z pokojów gościnnych, by zdobyć miejsce na Salę Mauretańską, której jednak nie zbudowano ze względu na notoryczne ograniczenia budżetowe. Kilkakrotnie przekładano przewidziany początkowo na 1872 rok termin zakończenia budowy. Co prawda Ludwik II otrzymywał, w podzięce za poparcie odezwy Ottona Bismarcka do Wilhelma I, środki z Funduszu Welfów, jednak pieniądze były konsumowane także przez kolejne przedsięwzięcia budowlane. Mury głównej części zamku oraz części bramnej były w 1886 prawie gotowe, a w 1884 Ludwik II po raz pierwszy zamieszkał w budynku. Do śmierci w 1886 spędził w zamku, w którym nadal trwały prace budowlane, tylko 172 dni. W 1885 zorganizował w Neuschwanstein uroczystość z okazji 60. urodzin matki, mieszkającej w Hohenschwangau wcześniejszej królowej Marii Fryderyki Pruskiej.
Neuschwanstein miał dla Ludwika II pełnić rolę nadających się do mieszkania kulis teatralnych i stanowić świątynię przyjaźni, poświęconą życiu i twórczości Richarda Wagnera, który jednak do zamku nigdy nie dotarł. Kompleks, mimo rozmiarów, nie był dostosowany do pełnienia siedziby dworu, a jedynie dawał lokum królowi i jego służbie. Sąsiednie budynki dworskie pełniły funkcję bardziej dekoracyjną, niż mieszkalną. Przykładowo: budynek dla mężczyzn, z salą z kominkiem, ukończony dopiero po śmierci króla Ludwika, był nawiązaniem do drugiego aktu Lohengrina, którego jedna ze scen rozgrywa się w takiej scenerii.
Ludwik Bawarski pokrywał koszty swoich przedsięwzięć budowlanych z majątku rodzinnego i należnego mu uposażenia. Wbrew często powtarzanym opiniom, budżet państwa nie był obciążony inwestycjami króla. Do śmierci króla na budowę zamku wydano 6 180 047 marek wobec planowanych 3,2 mln. Własne środki okazywały się niewystarczające dla coraz bardziej komplikowanych projektów, co zmuszało Ludwika II do zaciągania kredytów. W 1883 był zadłużony na ponad 7 mln marek, a w 1885 groziła mu po raz pierwszy licytacja.
Spory dotyczące zadłużenia głowy państwa doprowadziły w 1886 roku do zmuszenia króla przez rząd bawarski do abdykacji. 9 czerwca 1886 roku ubezwłasnowolniono go; mieszkał wówczas w zamku Neuschwanstein. Samo odwołanie przewidziano na następny dzień. Król kazał pojmać przybyłą komisję i umieścił ją w wieży bramnej, a później odesłał do Monachium. 11 czerwca pojawiła się kolejna komisja, kierowana przez Bernharda von Guddena, osobistego lekarza króla. Władca został zmuszony do opuszczenia Neuschwanstein w nocy z 11 na 12 czerwca 1886.

### Od końca XIX wieku po współczesność

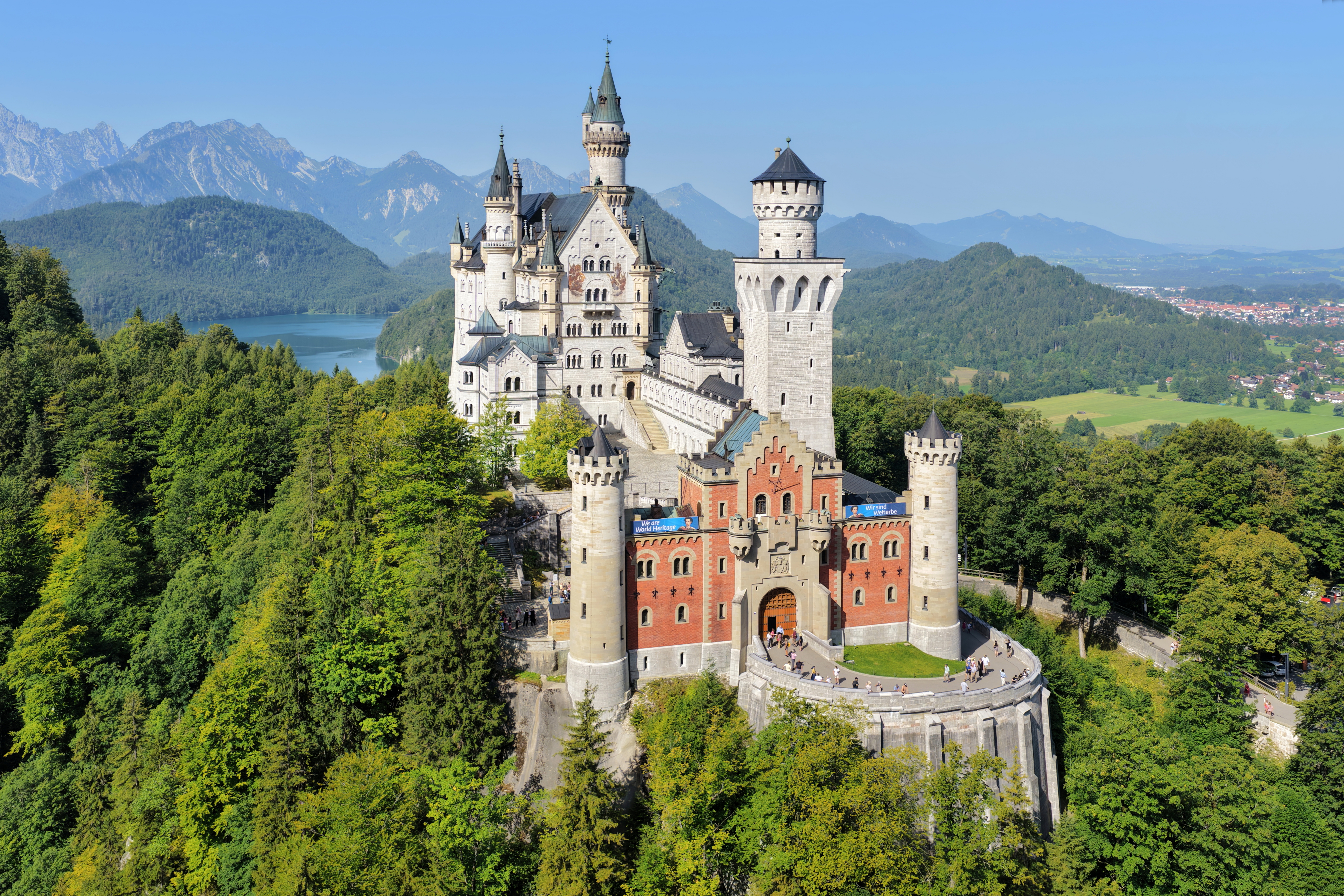
Widok na zamek od wschodu

W momencie śmierci króla, 13 czerwca 1886 w pobliżu zamku Berg, zamek Neuschwanstein nie był jeszcze ukończony. Ludwik II nie zamierzał nigdy udostępnić zamku publiczności, niemniej uczyniono to już sześć tygodni po jego śmierci. Dzięki opłatom za wstęp uregulowano część długów, a zarządcom majątku udało się do 1899 w całości spłacić zobowiązania. By zapewnić ciągłość trasy zwiedzania dokończono jeszcze prace przy kilku komnatach i budynkach pomocniczych. Zwiedzający mogli początkowo poruszać się po zamku swobodnie, co negatywnie wpłynęło na zużycie wyposażenia.
Położony na uboczu zamek przetrwał bez uszkodzeń obie wojny światowe. Do 1944 służył jako magazyn dzieł zagrabionych we Francji, zarządzany przez Einsatzstab Reichsleiter Rosenberg, organizację podległą NSDAP. Dzieła sztuki były tam dokumentowane fotograficznie. Po zakończeniu II wojny światowej na zamku odnaleziono 39 albumów zdjęć, które świadczyły o skali grabieży i które są przechowywane w amerykańskim National Archives and Records Administration. Pod koniec wojny w budynku ukryto złoto ze skarbca Reichsbanku, które zostało w ostatnich jej dniach przetransportowane w nieznane miejsce. SS miało zamiar w kwietniu 1945 wysadzić Neuschwanstein, by uniemożliwić wrogowi przejęcie budynku i dzieł sztuki. Wyznaczony dowódca jednostki nie wykonał rozkazu i przekazał zbiory odpowiedzialnej za zbiory komórce nadchodzących wojsk sprzymierzonych. Po drugiej wojnie światowej część pomieszczeń wykorzystywały bawarskie archiwa, jako prowizoryczny skład dokumentów (do czasu odbudowy zbombardowanych budynków w Monachium). W 2002 roku w pobliżu Neuschwanstein spadły kawałki meteorytu, skatalogowane jako meteoryt Neuschwanstein.
Neuschwanstein znalazł się w 2007 roku na liście finalistów Nowych siedmiu cudów świata i uzyskał ósmą lokatę. W 2025 roku został umieszczony na liście światowego dziedzictwa UNESCO w ramach wpisu pod nazwą Pałace Ludwika II Bawarskiego: Neuschwanstein, Linderhof, Schachen i Herrenchiemsee.
Znaczenie w turystyce
Zamek Neuschwanstein należy do największych atrakcji turystycznych Niemiec. Ze względów bezpieczeństwa dozwolone jest tylko zwiedzanie w grupach z przewodnikiem, trwające ok. 35 minut. Oferowane jest także zwiedzanie tematyczne, np. poświęcone historiom przedstawionym na obrazach znajdujących się we wnętrzu. Obiekt zwiedza rocznie ok. 1,3 mln turystów, a w sezonie letnim do 10 000 osób dziennie. Wpływy z biletów w 2004 roku przekroczyły 6,5 miliona euro. Do zamku można się dostać pieszo, bryczką konną i autokarem.

## Budynek
…pod każdym względem ten zamek będzie piękniejszy i lepszy do zamieszkania niż Hohenschwangau…

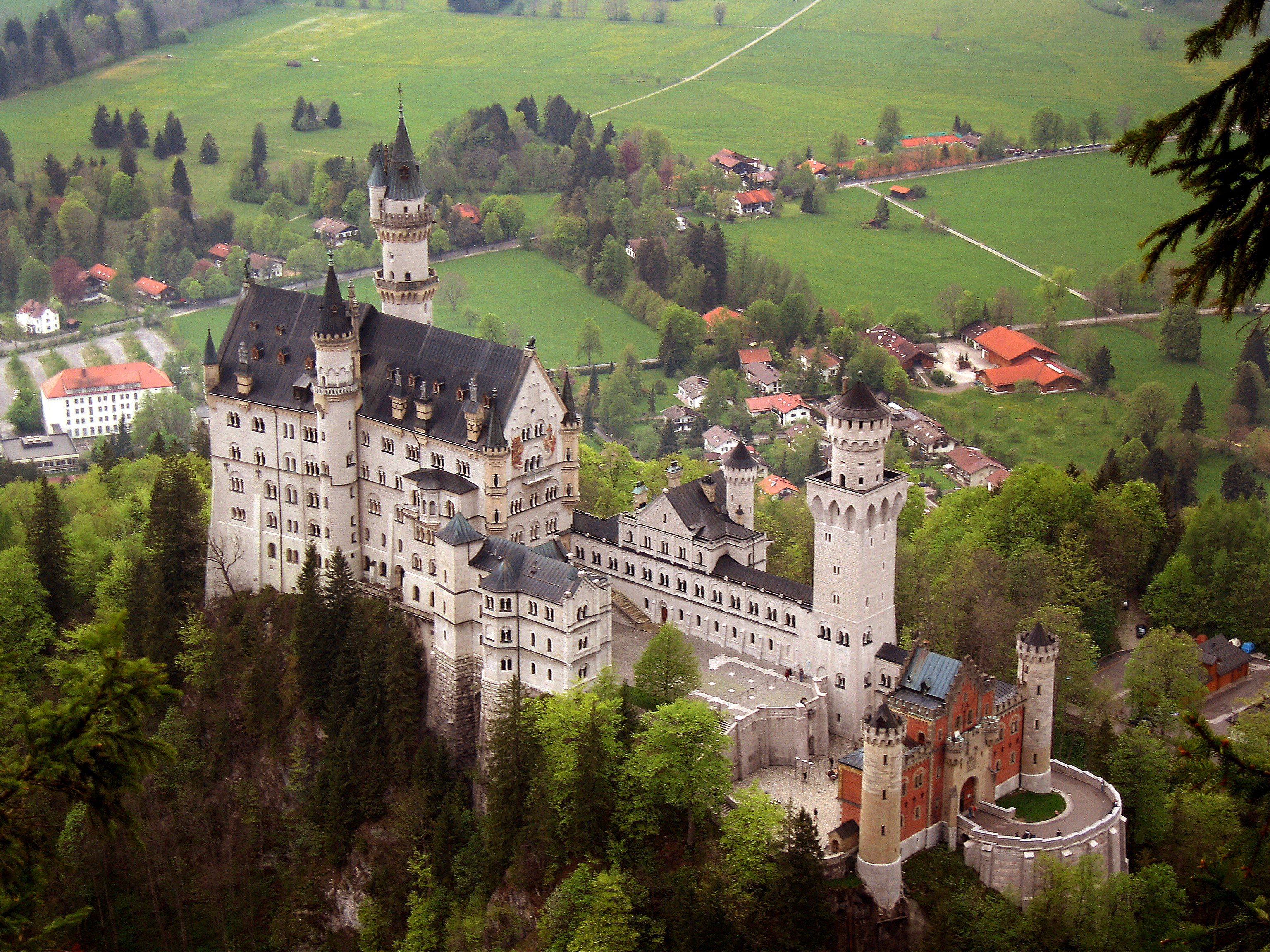
Widok od południowego wschodu: po lewej główny budynek, dalej budynki dworskie, kazamaty, czworoboczna wieża i część bramna

Na zamek Neuschwanstein składają się liczne samodzielne budynki, rozmieszczone na grzbiecie skały, zwanej niegdyś Jugend, o długości ok. 150 m. Wydłużona budowla jest urozmaicona wieżami, wieżyczkami, frontonami, balkonami, blankami i rzeźbami. Otwory okienne nawiązują do stylu romańskiego i z reguły są zgrupowane w biforia i triforia. Malownicze widoki na Neuschwanstein, idealistyczne wyobrażenie rycerskiego zamku, można obserwować ze wszystkich stron, w zależności od kierunku na tle Tegelberg, wąwozu Pöllat (na południu) albo pagórkowatego, obfitującego w jeziora krajobrazu Wyżyny Bawarskiej. W przeciwieństwie do „prawdziwych zamków”, które rozrastały się na przestrzeni stuleci, zamek Neuschwanstein od początku był planowany jako niesymetryczna konstrukcja. Elementy typowe dla zamków zostały wykorzystane, jednak zrezygnowano z umocnień i pozycji obronnych – kluczowych dla średniowiecznych siedzib możnych.

### Mury budowli

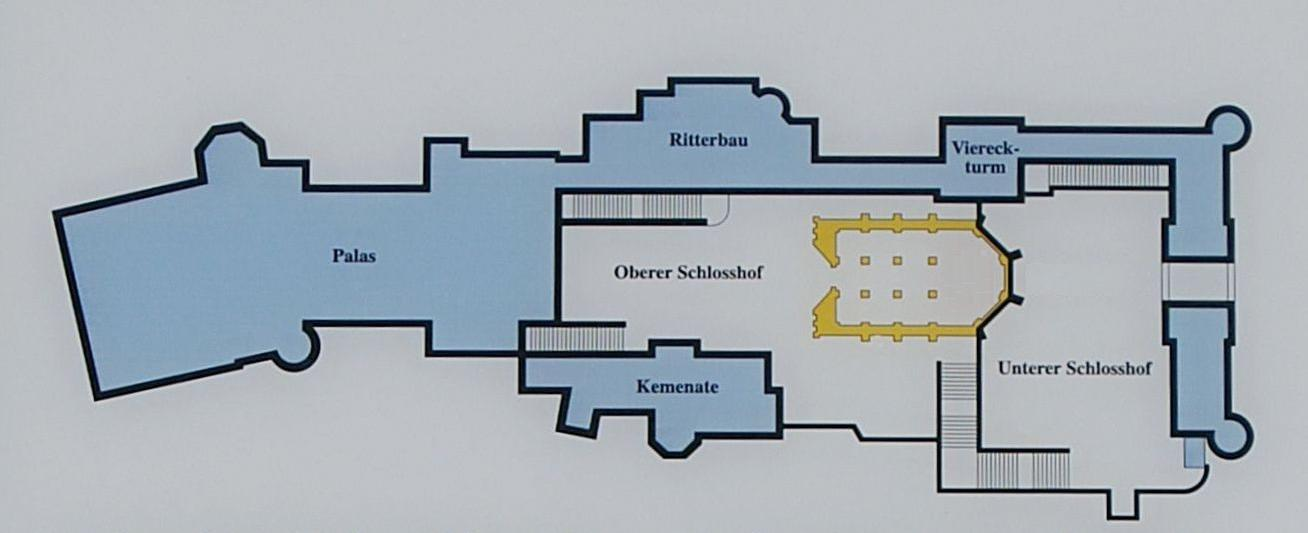
Poglądowy szkic zespołu budynków. Planowana kaplica jest oznaczona na żółto

Wejście do zamku stanowi symetryczny budynek bramny, zwieńczony z obu stron wieżami, mieszczącymi klatki schodowe. Ten budynek, mieszczący się po wschodniej stronie, odcina się od pozostałych w całym zespole jaskrawymi barwami: fasada zewnętrzna jest licowana czerwoną cegłą, wewnętrzna – wapieniem o żółtym odcieniu. Gzyms jest wykończony blankami. Budynek wieńczy szczyt schodkowy. Na górnym piętrze znajdowało się pierwsze lokum Ludwika Bawarskiego, które pozwalało na bieżący nadzór nad postępem prac w części pałacowej. Przybudówki miały mieścić zamkowe stajnie. Przejście przez budynek bramny jest zwieńczone godłem królów bawarskich i prowadzi na dwupoziomowy dziedziniec. Dolny poziom jest ograniczony od wschodniej strony wejściem, od północy podstawą tzw. czworobocznej wieży, od południowej zaś nie jest zabudowany, by zapewnić widok na górską okolicę. Od zachodu dziedziniec zamyka murowana skarpa, której wieloboczny fragment miał stanowić część obrysu kaplicy z główną wieżą. Na wyższy poziom prowadzą schody.

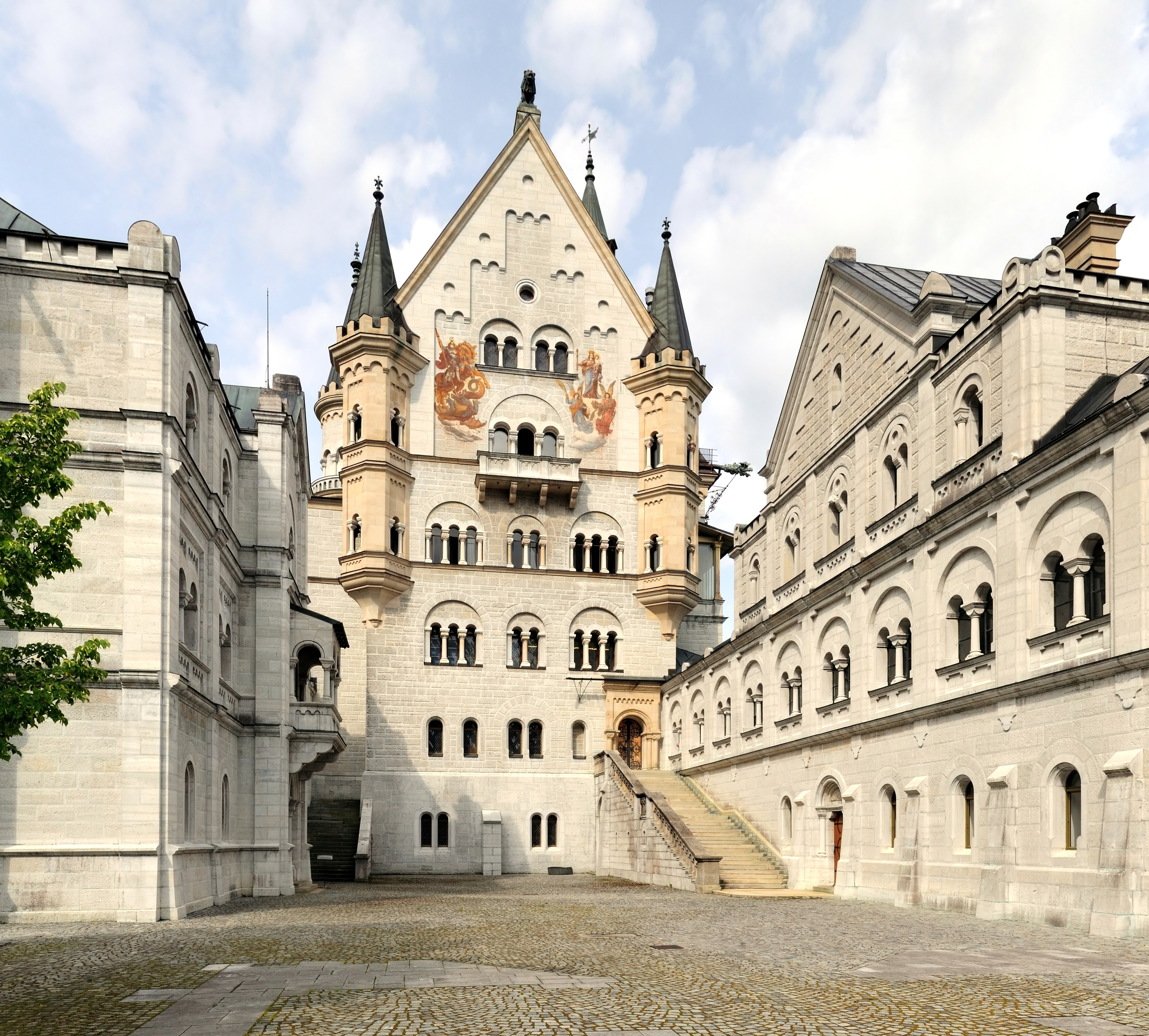
Widok z dziedzińca, na miejscu planowanej kaplicy

Najbardziej wyróżniającym się budynkiem poziomu dziedzińca jest wysoka na 45 m czworoboczna wieża (Viereckturm), pełniąca, podobnie jak większość sąsiednich budynków, rolę dekoracyjną. Z platformy widokowej rozpościera się szeroki widok na Wyżynę Bawarską. Górny poziom dziedzińca jest ograniczony od północy trójkondygnacyjnym budynkiem zwanym Ritterhaus (Domem Rycerskim), z którego galeryjka, przyozdobiona arkadami, prowadzi do wieży i części bramnej. Zabudowania takie w średniowieczu stanowiły miejsce wypoczynku mężczyzn, stanowiących załogę twierdzy. W Neuschwanstein przewidziano tam pokoje dla służby i pomieszczenia gospodarcze. Po drugiej, południowej stronie dziedzińca znajduje się trójpiętrowy, ogrzewany budynek (Kemenate), przewidziany dla kobiet, jednak jako taki nigdy nie wykorzystywany. Wspomniana para budynków nawiązuje do zamku w Antwerpii z pierwszego aktu Lohengrina. W bruku dziedzińca zaznaczono kontury planowanej kaplicy zamkowej.
Zachodnią część dziedzińca zamyka budynek pałacowy, który jest centralną częścią kompleksu i głównym budynkiem mieszkalnym. To w nim mieszczą się reprezentacyjne komnaty królewskie, ale także pokoje służby. Pałac jest potężną, pięciopiętrową budowlą składającą się z dwóch prostopadłościennych części, pokrytych dwuspadowymi dachami i złączonych ze sobą. Kształt jest dostosowany do skały, na której został zbudowany. Na skraju środkowej części budynku umieszczono dwie okrągłe wieże, mieszczące klatki schodowe, z których północna, o wysokości 65 m, wyraźnie wybija się ponad dach pałacu. Wieże wraz z bogato zdobionymi daszkami wyraźnie nawiązują do zamku w Pierrefonds. Na zachodniej fasadzie pałacu umieszczono dwupiętrową galeryjkę z widokiem na jezioro Alpsee. Od północnej strony wystaje jeszcze niewielka wieżyczka oraz ogród zimowy. Bryła pałacu jest ponadto bogato urozmaicona ozdobnymi kominami i wieżyczkami, a fasady od strony dziedzińca – freskami. Na wschodnim szczycie umieszczono miedzianą figurę lwa, na zachodnim zaś rycerza.

#### Historia budowy
Ruiny zamku Vorderhohenschwangau i wieża Sylphenturm zostały rozebrane w 1868. Pozostałości baszty wysadzono. Prace nad budynkiem bramnym rozpoczęły się w lutym 1869, a kamień węgielny pod właściwy pałac umieszczono 5 września 1869. Do 1873 zakończono prace nad budową budynku wejściowego i jego urządzeniem, tak że król Ludwik II mógł w nim pomieszkiwać i obserwować postęp prac. W 1874 Georg von Dollmann przejął kierownictwo budowy po Eduardzie Riedlu. W 1880 nad budynkiem pałacowym zawisła wiecha, a przekazano go do zamieszkania w 1884. W tym samym roku kierownikiem budowy został Julius Hofmann, bowiem Dollmann popadł w niełaskę.
Zespół pałacowy zbudowano w tradycyjnej technologii z cegły, z elementami z innych materiałów. Wapień, który zdobi fasady, pochodzi z pobliskiego kamieniołomu Alter Schrofen. Ciosy piaskowca użyte w portalu i do budowy wykuszy dostarczono ze Schlaitdorfu na skraju regionu Schönbuch w Wirtembergii. Marmur pochodził z okolic Salzburga, z masywu Untersberg i wykorzystano go jako materiał na okna, łuki okienne, kolumny i ich głowice. Podczas budowy nieuwzględnionej w pierwotnych planach Sali Tronowej wykorzystano także stal. W celu ułatwienia transportu materiałów zbudowano rusztowanie z dźwigiem parowym, który pozwalał na łatwe ich wciąganie. Drugi dźwig był używany bezpośrednio na placu budowy. Powołane wówczas Towarzystwo Dozoru Kotłów Parowych (Dampfkessel-Revisionsverein), później znane jako TÜV (niemieckie stowarzyszenia zajmujące się dozorem technicznym), zajmowało się regularną kontrolą bezpieczeństwa tych urządzeń.
Budowa była przez dwa dziesięciolecia największym pracodawcą w regionie. W 1880 pracowało na placu budowy codziennie 200 robotników i rzemieślników, przy czym do liczby tej nie wliczono dostawców i innych kooperantów. Okresowo, przed terminami odbioru i w razie zmian projektu, zatrudnionych bywało do 300 osób, pracujących również w nocy, w świetle lamp olejnych. Dane z lat 1879–1880 mówią o wielkiej ilości użytych materiałów budowlanych: 465 ton marmuru, 1550 ton piaskowca, 400 000 cegieł i 2050 metrów sześciennych drewna na rusztowania.
Nowatorski, jak na ówczesne czasy, był powołany 3 kwietnia 1870 związek zawodowy „Verein der Handwerker am königlichen Schlossbau zu Hohenschwangau”, na którego fundusze składała się niewielka miesięczna składka robotników oraz dotacje królewskie. Związek zapewniał wypłatę pensji dla budowniczych, którzy zachorowali albo odnieśli obrażenia do 15 tygodni, w zamian za składkę 0,70 marki. W przypadku śmierci wypłacano rodzinie niewielką rentę, co wtedy było jeszcze rzadkie. W sumie renty takie przyznano 39 rodzinom. W zestawieniu z innymi ówczesnymi budowami i danymi o ówczesnym bezpieczeństwie prac budowlanych – liczba ofiar śmiertelnych była niska.

#### Niedokończony zamek
W dniu śmierci Ludwika II w 1886 zamek nie był ukończony. Mury budynku bramnego i pałacu były w większości gotowe. Czworoboczna wieża była otoczona rusztowaniami. Budowa Kemenate, budynku dla kobiet rozpoczęła się dopiero po śmierci króla i trwała do 1892, przy czym, podobnie jak w przypadku Domu Rycerskiego (Ritterhaus), dokonano pewnych uproszczeń. Arkady Ritterhaus w początkowym zamyśle miały mieć formy nawiązujące do przyrody – kolumny miały przypominać pnie, a ich głowice – korony drzew. Budynek Kemenate miał być ozdobiony posągami świętych kobiet. Z budowy centralnie położonej na górnym dziedzińcu 90-metrowej baszty z trójnawową kaplicą zrezygnowano po położeniu fundamentów. Nie zrealizowano również skrzydła, łączącego budynek bramny i budynek dla kobiet, ani tarasowych ogrodów zamkowych, przewidzianych na zachód od budynku pałacowego. W 2008 roku pojawiły się pogłoski, jakoby administrator zamku planował do 2011 dokończyć budowę według pierwotnych założeń, ale okazało się to żartem primaaprilisowym.
Komnaty królewskie w pałacu były w 1886 w większości wykończone. Westybule i korytarze zostały wymalowane z uproszczeniami do 1888. Nie doszło do skutku urządzenie wymarzonej przez króla Sali Mauretańskiej (Maurische Saal), mającej się mieścić pod Salą Tronową. Nie doczekały się realizacji także tzw. Łaźnia Rycerska, wzorowana na tej z zamku Wartburg, która miała nawiązywać do średniowiecznych kąpieli rytualnych i stanowić hołd dla etosu rycerza, oraz Komnata Nowożeńców, inspirowana sceną z Lohengrina, jak również pokoje gościnne (na pierwszym i drugim piętrze pałacu) i wielka sala bankietowa. Ponieważ plany rozrastały się w miarę budowy, a zamek miał być pierwotnie „prywatną rezydencją”, w momencie śmierci króla nie było nawet wiadomo, na co przeznaczyć wiele z powstałych pomieszczeń.

#### Styl
XIX wiek był epoką romantycznych zamków. W historyzującym stylu zrealizowano w państwach niemieckich, m.in.   sąsiedni zamek Hohenschwangau, zamki Lichteinstein i Hohenzollern w Wirtembergii oraz liczne zamki nadreńskie, np. Stolzenfels. Planowana przez Ludwika Bawarskiego odbudowa zamku Falkenstein nie wyszła poza sferę zamiarów ze względu na brak funduszy. Neuschwanstein, jeden z ostatnich wielkich zamków XIX wieku, był wyśmiewany przez współczesnych mu krytyków architektury jako kiczowaty, ale z czasem zyskał miano czołowego dzieła europejskiego historyzmu.
Eklektyzm stylu Neuschwanstein uchodzi za typowy dla architektury XIX wieku. W zespole budynków stapiają się elementy sztuki romańskiej (proste kształty geometryczne, takie jak prostopadłościany i pełne łuki), gotyku (strzelistość, smukłe wieże, ażurowe zdobienia), sztuki bizantyjskiej (wystrój Sali Tronowej), które zostały dopełnione przez zdobycze technologiczne z epoki budowy. Styl malowideł Maryi jako patronki Bawarii (Patrona Bavariae) i św. Jerzego na budynku pałacowym od strony dziedzińca odwołuje się do lokalnej tradycji regionu Allgäu, zaś niezrealizowane projekty galeryjek Ritterhaus stanowiły zapowiedź secesji. Szeroko zostały wykorzystane motywy ze sztuk teatralnych: Christian Jank, jeden z architektów zamku był wcześniej scenografem i dekoratorem wnętrz i wykorzystał swoje szkice na potrzeby Neuschwanstein.

### Wnętrza

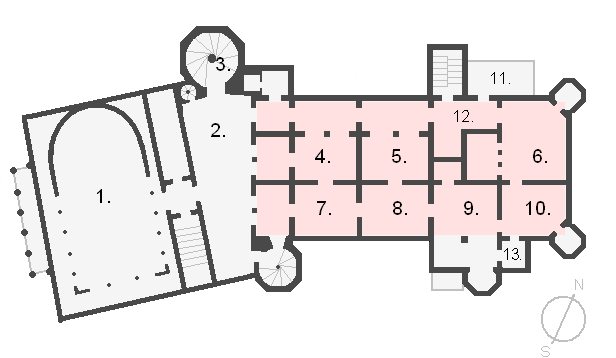
Schemat trzeciego piętra, na czerwono zaznaczono położenie Sali Śpiewaków (Sängersaal) piętro wyżej

Zamek miał liczyć ponad 200 pomieszczeń, wliczając w to pomieszczenia dla gości, służby, do przechowywania zapasów i techniczne. Ukończono i wyposażono jedynie około 15 pokojów i komnat. W dolnych kondygnacjach pałacu mieszczą się pomieszczenia gospodarcze i dla pracowników oraz te wykorzystywane przez współczesną administrację zamku. Na wyższych piętrach znajdują się reprezentacyjne pomieszczenia królewskie. Na trzecim piętrze przedniej (wschodniej) części pałacu mieszczą się pokoje mieszkalne, a za nimi Sala Śpiewaków (Sängersaal). Górne kondygnacje zachodniej części pałacu niemal w całości zajmuje Sala Tronowa. Łączna powierzchnia pomieszczeń sięga niemal 6000 m².
Choć kompleks zamkowy jako całość nie został ukończony, mieści jednak cenne wnętrza będące świadectwem niemieckiego historyzmu. Zamek wyposażono także w najnowocześniejsze w momencie budowy urządzenia. Przykładami mogą być zasilane bateriami dzwonki dla służby i połączenia telefoniczne. Kuchnia była wyposażona w piekarnik z ruchomym rożnem, który dostosowywał prędkość obrotu do żaru. Gorące powietrze dostarczano do kaloryferów. W zamku wykorzystano również podgrzewacze bieżącej wody, będące wówczas nowością taką jak automatycznie spłukiwane toalety.

#### Sala Tronowa (Thronsaal) i Sala Śpiewaków (Sängersaal)
Największymi pomieszczeniami w zamku są Sala Tronowa i Śpiewaków. Większym z nich jest Sala Śpiewaków (Sängersaal) o wymiarach 27 na 10 m, znajdująca się nad mieszkaniem króla, na czwartym piętrze pałacu, od wschodniej strony. Sala łączy w jednym pomieszczeniu elementy będących jej pierwowzorem sal z zamku Wartburg (Sänger- i Festsaal) i była „oczkiem w głowie” króla Ludwika. Wydłużone pomieszczenie jest ozdobione tematami z Lohengrina i Parsifala, a wzdłuż dłuższej ściany rozciąga się galeria z trybuną, również nawiązująca do Wartburga. Wschodnia strona sali jest zwieńczona sceną, poprzedzielaną arkadami (Sängerlaube). Sala Śpiewaków nie była przeznaczona na dworskie przyjęcia mało towarzyskiego króla, lecz służyła raczej, podobnie jak Sala Tronowa, jako pomieszczenie-pomnik dla średniowiecznej kultury rycerzy i rycerskiego pojmowania miłości. Pierwszy występ na scenie Sali Śpiewaków miał miejsce w 1933, w pięćdziesiątą rocznicę śmierci Richarda Wagnera.
Licząca 20 metrów długości, 12 m szerokości i 13 m wysokości Sala Tronowa znajduje się w zachodnim skrzydle pałacu i obejmuje trzecie i czwarte piętro. Jej projektant, Julius Hofmann, nawiązał do kościoła pod wezwaniem Wszystkich Świętych w monachijskiej rezydencji króla. Druga co do wielkości sala w zamku jest od trzech stron otoczona barwnymi arkadami i kończy się apsydą, w której miał stanąć tron króla Ludwika. Freski namalował Wilhelm Hauschild. Posadzkę zdobi mozaika, ukończona już po śmierci Ludwika II, zaś żyrandol przypomina bizantyńską koronę. Sakralna w charakterze Sala Tronowa ma, zgodnie z życzeniem króla, cechy sali Graala z Parsifala i symbolicznie odwołuje się do nieograniczonej władzy, boskiego prawa królów, z której Ludwik, jako głowa monarchii konstytucyjnej, nie mógł korzystać.

#### Pokoje mieszkalne i służby
Prócz odświętnych komnat dla Ludwika II przygotowywano także mniejsze pomieszczenia mieszkalne, które znajdowały się na trzecim piętrze wschodniego skrzydła pałacu. Całe mieszkanie składało się z ośmiu komnat i licznych mniejszych pomieszczeń. Mimo przepychu wyposażenia komnaty wydają się zwiedzającym dość nowoczesne, dzięki niewielkiej powierzchni i wyposażeniu w sofy i siedziska. Ludwik II nie przywiązywał większej wagi do reprezentacyjnego, dworskiego życia w stylu wcześniejszych monarchów. Tematyka fresków, gobelinów mebli, zdobień i dekoracji zdradza ulubione motywy króla: legendę o św. Graalu, utwory Wolframa von Eschenbacha i ich wagnerowskie interpretacje.
Zwrócony ku wschodowi salon jest udekorowany motywami z Lohengrina. Od północnej strony przylega przytulna alkowa, wyposażona w sofę, stół, fotele i siedziska. Przejście z salonu do gabinetu zdobi niewielka grota. Była niegdyś wyposażona w sztuczny wodospad i deszczownicę (Regenbogenmaschine) i sąsiaduje z małym ogrodem zimowym. Wzorem dla tego pomieszczenia była grota Wenus z Tannhäusera Wagnera. Stamtąd też zaczerpnięto motywy dekoracyjne gabinetu. Podobną jaskinię, tyle że w większej skali, król urządził w pałacowym parku Linderhof. Naprzeciwko gabinetu mieści się jadalnia, z dekoracjami nawiązującymi do treści średniowiecznych pieśni rycerskich. Kuchnia mieściła się trzy piętra niżej, więc w przeciwieństwie do pałacu Linderhof i Herrenchiemsee nie można było w jadalni zamontować instalacji typu „stoliczku, nakryj się” (stół chowany mechanicznie w podłodze). Potrawy były transportowane do jadalni windą towarową.
Jedynymi pomieszczeniami pałacu w stylu neogotyckim są sąsiadująca z jadalnią sypialnia i mieszcząca się obok niej kapliczka. Sypialnia króla jest zdominowana przez drewniane łóżko ze snycerską dekoracją. Wykonanie baldachimu, bogato zdobionego fialami, i naściennych sztukaterii z dębu zajęło 14 snycerzom ponad cztery lata pracy. Właśnie w tym pokoju pojmano władcę w nocy z 11 na 12 czerwca 1886. Do sypialni przylega mała kaplica, poświęcona Ludwikowi Świętemu – patronowi budowniczych.
Dużo skromniej były wyposażone pokoje dla służby, mieszczące się na parterze. W każdym z nich znajdowały się stół i szafa z dębowego drewna oraz po dwa długie na 1,80 m łóżka. Pokoje są oddzielone od korytarza, prowadzącego do głównej klatki schodowej, oknami z nieprzezroczystego szkła, żeby król mógł wchodzić i wychodzić niepostrzeżenie. Służba nie mogła korzystać z głównych schodów, a jedynie z przeznaczonych dla niej, węższych i bardziej stromych.

## Obecność w kulturze

### Sztuki wizualne
Neuschwanstein jest symbolem epoki romantyzmu. Był pierwowzorem zamku Śpiącej Królewny w Disneylandach i scenografią dla filmów, m.in. Ludwika II Helmuta Käutnera z 1955 i Ludwiga Luchino Viscontiego. Zamek inspirował także artystów, w tym Andy’ego Warhola, który uczynił go tematem swojego popartowego obrazu Neuschwanstein (1987).

### Neuschwanstein na znaczkach i monetach
Neuschwanstein wielokrotnie stanowił motyw znaczków niemieckiej poczty. Po raz pierwszy pojawił się na 50-fenigowym znaczku obiegowej serii z lat 1977–1982, poświęconej zamkom i pałacom, a później jeszcze w 1986, na tle okolicznościowego znaczka wydanego w setną rocznicę śmierci króla Ludwika II. Po raz trzeci został umieszczony na znaczku w 1994 roku, wydanym w ramach serii Bilder aus Deutschland („Obrazki z Niemiec”).
Japońska poczta (Nippon Yūsei) uświetniła 150. rocznicę nawiązania stosunków dyplomatycznych pomiędzy Japonią i Niemcami blokiem okolicznościowych znaczków. Na jednym z nich przedstawiono zamek Neuschwanstein.
W 2006 zapoczątkowano serię okolicznościowych monet o nominale 2 euro, poświęconą budynkom z krajów związkowych Niemiec. Przewodniczący Bundesratu wybiera budynek, który będzie przedstawiony w bieżącym roku. W 2012 przewodniczący pochodził z Bawarii i zadecydował o umieszczeniu na monecie zamku Neuschwanstein.
W 2010 roku położone na Oceanie Spokojnym państwo Palau wybiło pięciodolarową koloryzowaną srebrną monetę, przedstawiającą zamek Neuschwanstein. Kolekcjonerska seria „World of Wonders” obejmuje budowle z całego świata.